# 玉波 (浮世絵師)
玉波（ぎょくは、生没年不詳）とは、明治時代の浮世絵師。

## 来歴
鍋田玉英の門人かといわれる。玉波と号す。作画期は明治30年代から明治40年代にかけてで、相撲絵を残す。

## 作品
- 「東宮上覧相撲之図」　大判錦絵　江戸東京博物館所蔵　※明治31年（1898年）
- 「常陸山と梅ケ谷大相撲の図」　大判錦絵3枚続　茨城県立図書館所蔵　※明治32年、五代目松木平吉版
- 「大相撲横綱鏡」 横大判錦絵　江戸東京博物館所蔵　※明治34年
- 「東京小常陸由太郎」　大判錦絵　静岡県立中央図書館所蔵　※明治35年、五代目松木平吉版
- 「横綱土俵入之図」　横大判錦絵　江戸東京博物館所蔵　※明治36年
- 「横綱土俵入之図　梅ケ谷」　横大判錦絵　江戸東京博物館所蔵　※明治38年、五代目松木平吉版
- 「越中梅ケ谷藤太郎」　大判錦絵　※明治41年